# ۱اکس‌بت
۱اکس‌بت یا 1X Corp NV (همچنین به عنوان " 1xBet " شناخته می‌شود) یا وان ایکس بت یک شرکت قمار آنلاین است که دارای مجوز ای-بازی از کوراسائو است. این شرکت در سال ۲۰۰۷ تأسیس شد و در قبرس به ثبت رسید. در سال ۲۰۱۹، آنها رشد قابل توجهی را تجربه کردند و برای مدت کوتاهی از چلسی و باشگاه لیورپول حمایت کردند، قبل از اینکه به دلیل مشارکت در فعالیت‌های غیرقانونی اخراج شوند.
۱اکس‌بت در ابتدا یک کازینو روسی بود، اما در سال ۲۰۱۴ با همکاری با «BookmakerPub» حضور آنلاین خود را گسترش داد. این شرکت در مالت، قبرس و ابوجا (نیجریه) فعالیت دارد. وب سایت ۱اکس‌بت در روسیه، اوکراین، ایران و سایر کشورها مسدود شده است. این شرکت مانند بسیاری از کشورهای دیگر، توسط سرویس مالیات فدرال روسیه برای قمار در روسیه مجاز نیست.
در گذشته، این شرکت توسعه قابل توجهی را تجربه کرده است. در سال ۲۰۱۹، این شرکت برخی از تیم‌های معتبر فوتبال مانند چلسی و لیورپول را حمایت کرد، اما به دلیل مشارکت در فعالیت‌های غیرقانونی، این حمایت‌ها به زودی به پایان رسید. با این وجود، 1xBet همچنان یکی از محبوب‌ترین وب‌سایت‌های شرط‌بندی آنلاین در جهان است
کاربران ایرانی برای ورود و ثبت نام در سایت از ای پی کانادا یا کشور های آسیایی استفاده کنند

## فعالیت‌ها
- در سال ۲۰۱۸، ۱اکس‌بت با فدراسیون فوتبال نیجریه (NFF) قراردادی منعقد کرد. به عنوان بخشی از این قرارداد، ۱اکس‌بت حقوق برند سازی و تبلیغات در مسابقات تیم ملی فوتبال نیجریه و سایر رویدادهای NFF را به دست خواهد آورد.[۶] این قرارداد شامل لیگ فوتبال حرفه ای نیجریه (NPFL) نیز می‌شود.[۷]
- در سال ۲۰۱۸، ۱اکس‌بت به عنوان شریک جدید ارائه دهنده بین‌المللی سری آ ایتالیا معرفی شد.
- در سال ۲۰۱۹، 1xBet پنج سال مجوز ملی برای کار در نیجریه تا سال ۲۰۲۴ را دریافت کرد.[۸] ۱اکس‌بت نیز حامی رسمی هستند. کنفدراسیون فوتبال آفریقا (CAF)، سازمان کنترل فدراسیون فوتبال آفریقا نیز است.[۹]
- در سال ۲۰۲۰، 1xBet یک قرارداد مجوز علامت تجاری با یک شرکت بین‌المللی بازی آنلاین تونی بت امضا کرد. به عنوان بخشی از این معامله، تونی بت علامت تجاری 1xBet UK را به دست آورد. پس از فروش علامت تجاری بریتانیا،[۱۰]۱اکس‌بت اعلام کرد که دیگر در بازار بریتانیا فعالیت نخواهد کرد.[۱۱]
- در سال ۲۰۲۰، ۱اکس‌بت مجوز فعالیت در مکزیک را توسط اداره کل بازی‌ها و لاتاری‌ها و وزارت کشور مکزیک (SEGOB) صادر کرد.[۱۲]

## جنجال‌ها
پس از تحقیقات ساندی تایمز در سال ۲۰۱۹، مجوز آنها بلافاصله توسط کمیسیون قمار بریتانیا (UKGC) پس از افشای مشارکت در ترویج " کازینو پورنو هاب "، شرط‌بندی بر روی ورزش کودکان و تبلیغات در وب سایت‌های غیرقانونی لغو شد.
این شرکت از فعالیت در انگلستان منع شده‌است، با این حال همچنان به حمایت مالی از باشگاه بارسلونا، سری آ، و کنفدراسیون فوتبال آفریقا (CAF) در میان ورزش‌های مختلف ادامه می‌دهد.
در نوامبر ۲۰۲۱، شرکت مادر ۱اکس‌بت، 1xCorp NV، بنا به درخواست گروهی از قماربازان به نمایندگی از بنیاد قربانیان بازی‌های کوراسائو در دادگاه کوراسائو اقدام کرد. این افراد می‌گویند که 1xBet از نظر ساختاری، بردهای قانونی بازیکنان را رد می‌کند و در مجموع ۱ میلیون یورو به عنوان برنده‌های پرداخت نشده ادعا می‌کند.

## تحقیقات جنایی
در اوایل سال ۲۰۲۰، آگاهی از یک کلاهبرداری مستمر شامل اختلاس و اقدامات غیرقانونی افزایش یافت و توجه از طریق کانال‌های دیپلماتیک برجسته شد.
دفتر مرکزی و فهرست شرکت ۱اکس‌بت تا حد زیادی ناشناخته باقی مانده‌است، زیرا تعداد زیادی از شرکت‌های فراساحلی، نام‌های مستعار دامنه و ثبت‌کننده‌ها در هم تنیده شده‌اند تا عملیات و عملکرد این شرکت را نامشخص کنند. در ژوئیه ۲۰۲۰، بخش منطقه ای بریانسک فاش کرد که بازرسان تحقیقاتی را در مورد یکی از ساکنان که صندوقدار یک کتابفروش آنلاین غیرقانونی بود، تکمیل کرده‌اند. بعداً در اوت ۲۰۲۰، اداره کمیته تحقیقاتی منطقه بریانسک روسیه اسامی سازندگان احتمالی ۱اکس‌بت را منتشر کرد. این افراد '' سرگئی کارشکوف، رومی سمیوخین'' و '' دیمیتری کازو رین. '' نام داشته‌اند. این سه نفر مظنون به سازماندهی شرط‌بندی آنلاین ۱اکس‌بت هستند و متهمان یک پرونده جنایی با مجازات حبس هستند. تعدادی از املاک در روسیه به ارزش کل ۱٫۵ میلیارد روبل مصادره شد.